# Elsinor (municipio)
El municipio de Elsinor (Helsingør Kommune en danés) es un municipio danés del noreste de la isla de Selandia, en la Región de la Capital. Su capital y mayor localidad es la ciudad homónima.
Fue creado en 1970 como parte de la entonces provincia de Frederiksborg. Cuando ésta se disolvió en 2006, Elsinor quedó incluido en la nueva Región Capital, sin que su territorio sufriera modificaciones.

## Localidades
En 2013, el municipio tiene una población de 61.613 habitantes, de los cuales la gran mayoría (59.114) viven en alguna de las 8 áreas urbanas, mientras que 2.303 viven en áreas rurales y 196 no tienen residencia fija.
| Localidades más pobladas de Elsinor |                       |                  |
| Nº                                  | Localidad             | Población (2013) |
| 1                                   | Elsinor               | 46.406           |
| 2                                   | Hellebæk              | 5.549            |
| 3                                   | Hornbæk-Dronningmølle | 3.494            |
| 4                                   | Saunte                | 1.278            |
| 5                                   | Kvistgård             | 1.058            |
| 6                                   | Tikøb                 | 706              |
| 7                                   | Gurre                 | 419              |
| 8                                   | Langesø               | 204              |